# Burgstall in der Ilzleite
Der Burgstall in der Ilzleite ist eine abgegangene mittelalterliche bzw. frühneuzeitliche Höhenburg 830 m südöstlich von Sickenthal, einem Gemeindeteil  der niederbayerischen Gemeinde Neukirchen vorm Wald im Landkreis Passau. Die Anlage wird als Bodendenkmal unter der Aktennummer D-2-7346-0180 im Bayernatlas als „Burgstall des Mittelalters“ geführt.

## Beschreibung
Der Burgstall in der Ilzleite befindet sich auf einem bewaldeten Sporn 50 m oberhalb der Ilz. Die Anlage bildet ein unregelmäßiges Oval, das in der Ost-West-Richtung maximal 120 m und in der Nord-Süd-Richtung 140 m ausmacht. Der Burgplatz steigt um ca. 20 m von dem Burgareal ab und das Gelände fällt nach Osten ab. 180 m südwestlich davon befindet sich die Burg Angerberg. Ob zu dieser eine Beziehung bestand, ist nicht bekannt.